# Klavdia Nikolaïeva
Pour les articles homonymes, voir Nikolaïeva.
Klavdia Ivanovna Nikolaïeva (russe :  Никола́ева Кла́вдия Ива́новна) née le 13 juin 1893, à Saint-Pétersbourg (Empire russe), et morte le 28 décembre 1944 à Moscou (URSS), est une révolutionnaire, syndicaliste, féministe et femme politique russe et soviétique.

## Biographie
Klavdia Nikolaïeva est la fille d'un ouvrier de Pétersbourg et d'une blanchisseuse. Elle travaille très jeune comme bonne d'enfant, mais achève l'école élémentaire. Elle est ensuite ouvrière plieuse dans une imprimerie, où elle commence son activité militante. Elle est arrêtée pour la première fois par la police en 1908, à l'âge de 15 ans, et le sera encore trois fois, et exilée deux fois.  
Elle devient membre du Parti social-démocrate de Russie (POSDR) en 1909 et fait partie des bolcheviks. Elle a ensuite différentes responsabilités au sein du parti et du syndicat de l'imprimerie. Exilée dans le village de Kazatchinskoe, dans le gouvernement du Ienisseï, elle est nommée à la tête du comité local du POSDR,. 
Après la révolution de Février, elle revient à Petrograd et entre à la rédaction du journal La Travailleuse ((ru) Работница), qui est en 1917 le seul organe de presse des bolcheviks. Elle participe à la révolution d'Octobre. Elle dirige à partir de 1918 la section des femmes du PCR(b) de Petrograd, ainsi que son département de l'agitation et de la propagande,. 
De 1919 à 1924, elle est également à nouveau rédactrice à La Travailleuse, dont la parution a repris. Elle préside la 1re conférence pansoviétique des travailleuses et des paysannes. Elle prend en 1924 la direction du Jenotdel (département des femmes rattaché au comité central du PCU(b)), après Alexandra Kollontaï et Sofia Smidovitch,.    
Elle est alors proche de l'opposition unifiée et de Grigori Zinoviev, qu'elle soutient ouvertement lors du XVe congrès du PCU(b),. Elle perd, avec l'échec de ce dernier face à Staline, ses fonctions au Jenotdel, mais conserve une activité au sein du parti. Elle en dirige ainsi en 1928 le département de l'agitation et de la propagande du comité du Nord-Caucase. De 1930 à 1933, elle est  membre de l'orgburo (bureau de l'organisation) du comité central, puis dirige le département de l'agitation et des campagnes de masse. Elle est ensuite secrétaire adjointe des comités régionaux du parti du Kraï de Sibérie-occidentale (1933) et de l'oblast d'Ivanovsk.     
Elle est ensuite secrétaire du soviet central des unions professionnelles de l'Union (ru), à partir de 1936.   
Pendant la Seconde Guerre mondiale, elle organise la préparation des infirmières et du personnel sanitaire, l'évacuation des enfants, le parrainage des unités de l'Armée rouge par les unions professionnelles, et des établissements paramédicaux. Elle effectue une mission au Royaume-Uni, et lorsque le convoi anglais qui la ramène à Mourmansk est bombardé par les allemands, elle secourt elle-même les blessés,.     
Elle est membre du comité central du PCU(b) en 1924 et 1925 et à partir de 1934, membre du comité exécutif central de l'URSS (ru), députée au Soviet suprême de 1937 à 1944, et membre de son Præsidium de 1938 à 1944.       
Elle meurt le 28 décembre 1944. L'urne contenant ses cendres est conservée dans la nécropole du mur du Kremlin sur la place Rouge à Moscou.

## Distinctions
- Ordre de Lénine (1933)

## Publications
Outre ses articles dans La travailleuse, Klavdia Nikolaîeva a consacré deux ouvrages à la place des femmes dans la construction et la défense de l'Union soviétique :
- (ru) РКП и работа среди трудящихся женщин [« Le Parti communiste et l'action parmi les femmes »], Прибой,‎ 1925 (lire en ligne) ;
- (ru) Вeликая очественная война и советская женщина [« La grande guerre patriotique et la femme soviétique »], Moscou, Госполиздат, 1941 p. (lire en ligne)